# Грезе Іраїда Іванівна
Іраїда Іванівна Грезе (Тарасова) (1915—1982) — радянський гідробіолог і зоолог, фахівець з бокоплавів, кандидат біологічних наук (1953). Поміж інших праць, авторка посмертно виданої монографії в серії «Фауна України» (1985). Описала кілька нових для науки видів та інших таксонів бокоплавів.
Дружина відомого радянського гідробіолога, члена-кореспондента АН УРСР В. М. Грезе.

## Життєпис
Закінчила біологічний факультет Пермського університету, де здобула спеціальність гідробіолог-зоолог. У 1953 році захистила кандидатську дисертацію з гідробіології пониззя ріки Ангара у Томському університеті. З 1959 року працювала на Севастопольській біологічній станції (з 1963 року — Інститут біології південних морів АН УРСР), до виходу на пенсію у 1977 році.

## Публікації

### Монографії
- Определитель фауны Черного и Азовского морей. Том 2. — Киев: Наукова думка, 1969. — 536 с. [співавтор розділу по бокоплавах, сс. 440—525]
- Грезе И. И. Амфиподы Черного моря и их биология. — Киев: Наукова думка, 1977. — 156 с.
- Грезе И. И. Фауна Украины. Том 26. Высшие ракообразные. Вып. 5. Бокоплавы. — Киев: Наукова думка, 1985. — 172 с.

### Деякі статті
- Грезе И. И. Питание рыб Таймырского озера // Труды Иркутского университета. — 1953. — 7 (1-2). — С. 69-76.
- Грезе И. И. Гидробиология низовьев реки Ангары // Труды Всесоюзного Гидробиологического общества. — 1953. — 5. — С. 203—211.
- Грезе И. И. Питание бокоплава Gammarellus carinatus (Rathke) в Черном море // Зоологический журнал. — 1965. — 44, № 6. — С. 855—862.
- Грезе И. И. О количестве хитина и кальцита в панцирях бокоплавов (Amphipoda, Gammaridae) // Зоологический журнал. — 1967. — 46, № 11. — С. 1655—1658.
- Грезе И. И, Основные черты жизненного цикла Gammarus olivii в Черном море // Зоологический журнал. — 1972. — Т. 51, № 6. — С. 803—811.